# Christy Walton
Christy Walton (8 febbraio 1949) è un'imprenditrice statunitense.
È la vedova del miliardario John T. Walton (figlio di Sam Walton, il fondatore della catena di grande distribuzione Wal-Mart). Dopo la tragica morte del marito in un incidente aereo il 27 giugno 2005, Christy e i figli hanno ereditato tutte le ricchezze. 
Forbes nel marzo 2018 stima il suo patrimonio in 7,3 miliardi di USD. Ciò fa di lei la 211ª persona più ricca del pianeta, ed una delle donne più ricche degli Stati Uniti. Negli anni precedenti invece, precisamente per otto anni consecutivi, è stata indicata come la donna più ricca del mondo. Attualmente vive a Jackson nel Wyoming.